# 伍兹·罗杰斯
伍兹·罗杰斯（英語：Woodes Rogers；约1679年 —1732年7月15日）是一名英格兰船长、私掠者，并在后来成为了巴哈马群岛的第一位皇家总督。罗杰斯的船舰曾經環遊世界，並营救了被困孤岛的亚历山大·塞爾科克，回國之後他被視為國家英雄。但由於船員們認為他們分得的報酬太少，將羅傑斯告上法庭，羅傑斯敗訴之後破產。

## 外部連接
- 伍兹·罗杰斯的作品  - 古騰堡計劃
- 來自伍兹·罗杰斯的LibriVox公共領域有聲讀物